# Anthia
Anthia Weber, 1801 è un genere di coleotteri della famiglia Carabidae; è il genere tipo della sottofamiglia Anthiinae.

## Tassonomia
Comprende le seguenti specie:
- Sottogenere Anthia Weber, 1801
  - Anthia artemis Gerstaecker, 1884
  - Anthia bucolica Kolbe, 1894
  - Anthia calida Harold, 1878
  - Anthia cinctipennis Lequien, 1832
  - Anthia circumscripta Klug, 1853
  - Anthia ferox J.Thomson, 1859
  - Anthia ida Kolbe, 1894
  - Anthia lefebvrei Guerin-Meneville, 1849
  - Anthia lunae J.Thomson, 1859
  - Anthia mannerheimi Chaudoir, 1842
  - Anthia maxillosa (Fabricius, 1793)
  - Anthia mirabilis Sternberg, 1906
  - Anthia oberthuri Obst, 1906
  - Anthia orientalis (Hope, 1838)
  - Anthia promontorii Peringuey, 1899
  - Anthia pulcherrima H. W. Bates, 1888
  - Anthia sexguttata (Fabricius, 1775)
  - Anthia tatumana White, 1846
  - Anthia thoracica (Thunberg, 1784)
- Sottogenere Chilanthia Obst, 1901
  - Anthia cavernosa Gerstaecker, 1866

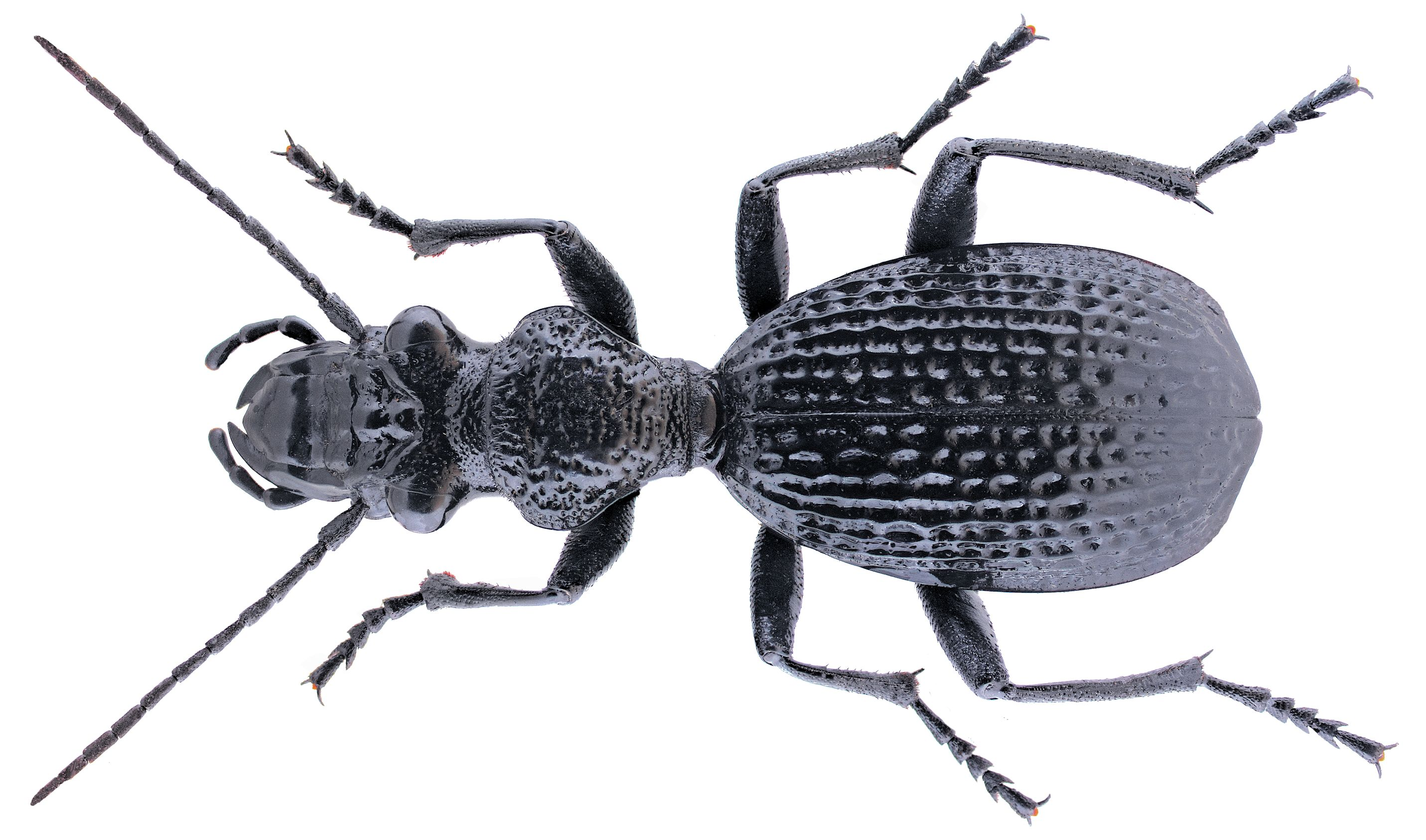
Anthia cavernosa

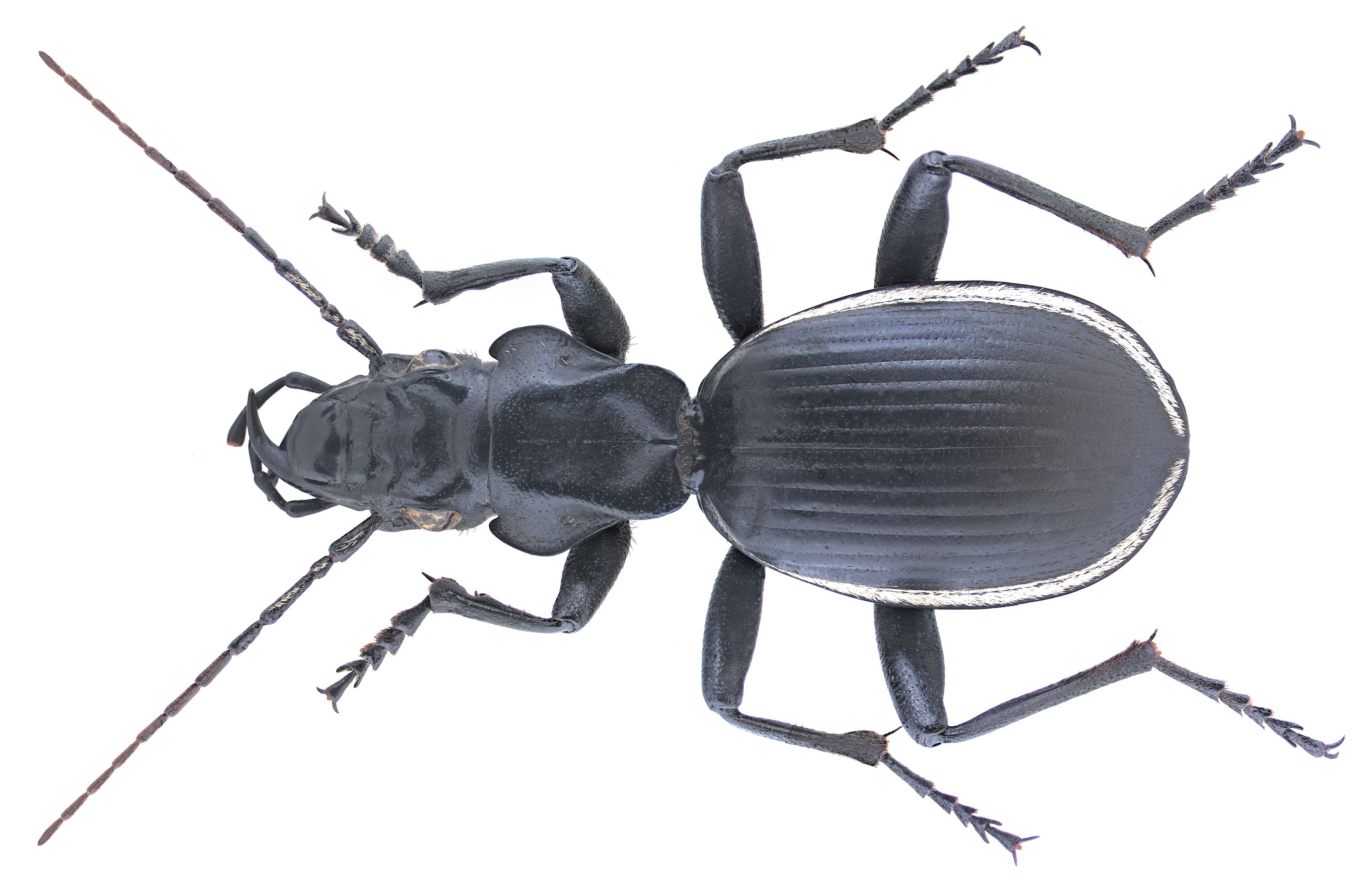
Anthia cinctipennis

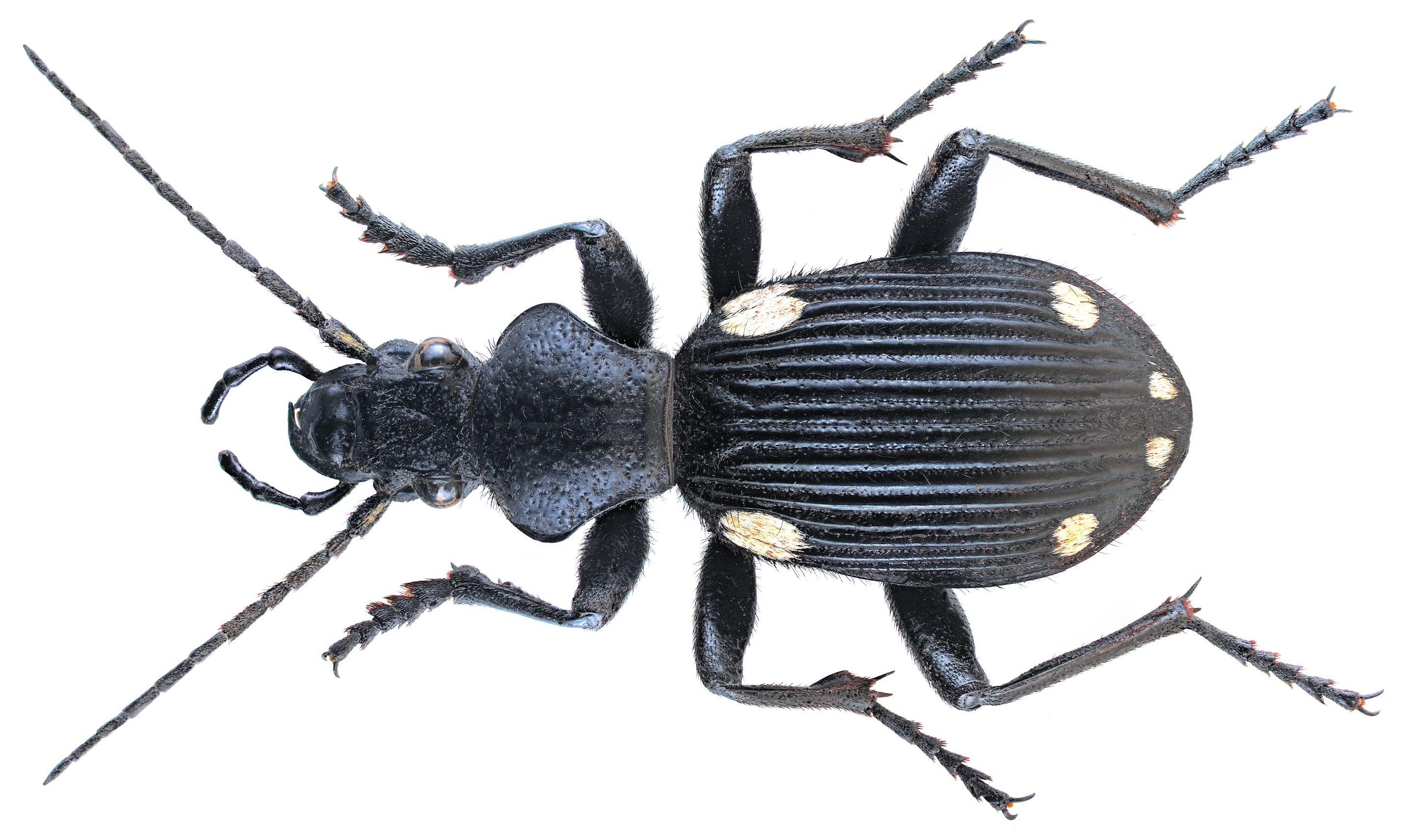
Anthia hexasticta

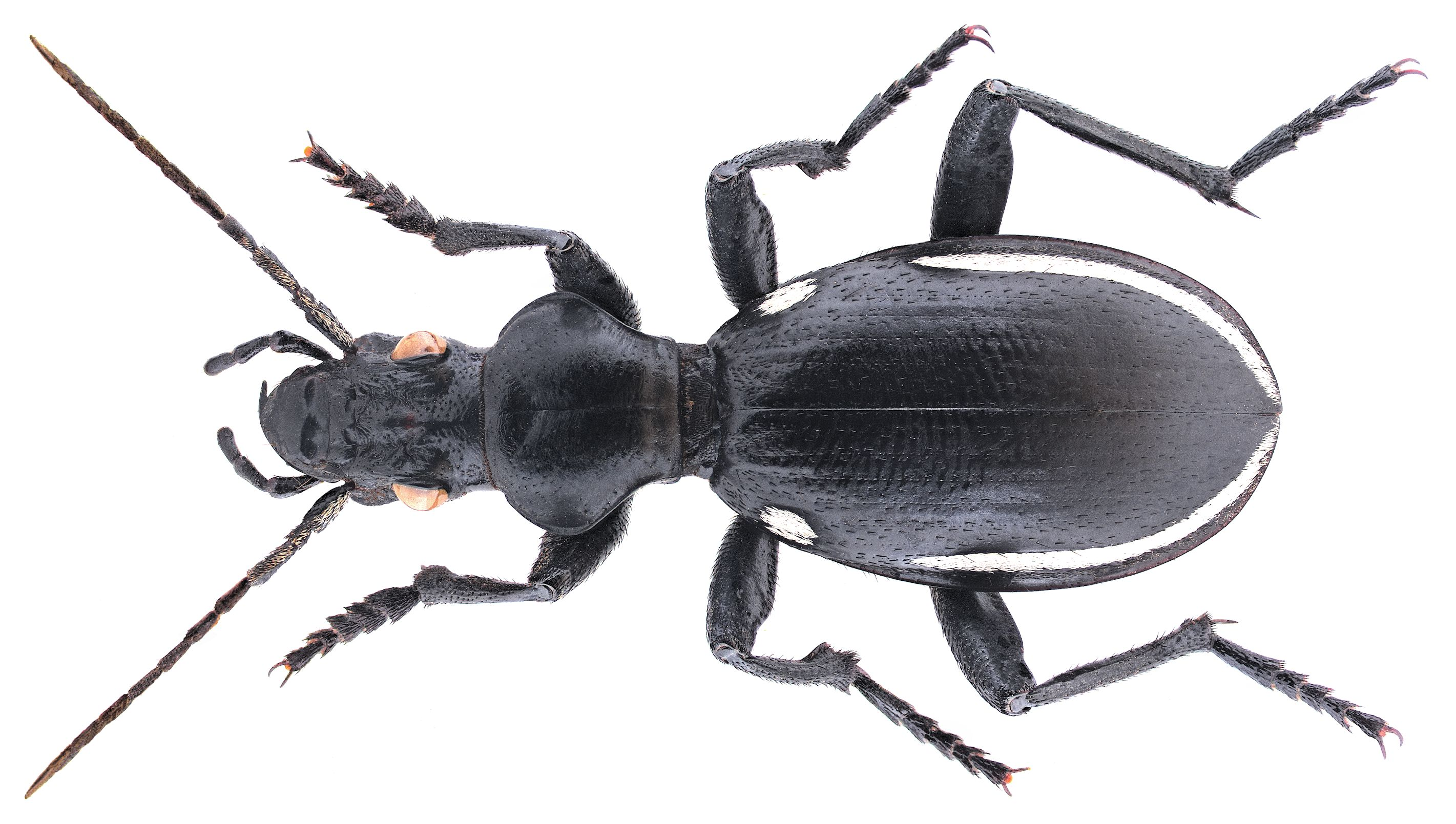
Anthia omoplata

- Sottogenere Termophilum Basilewsky, 1950
  - Anthia aemiliana Dohrn, 1881
  - Anthia aequilatera Klug, 1853
  - Anthia alternata Bates, 1878
  - Anthia andersoni Chaudoir, 1861
  - Anthia babaulti Benard, 1921
  - Anthia barbarae Uhlig & Dorchin, 2013
  - Anthia biguttata Bonelli, 1813
  - Anthia binotata Perroud, 1846
  - Anthia brevivittata Obst, 1901
  - Anthia burchelli Hope, 1832
  - Anthia calva Sternberg, 1907
  - Anthia capillata Obst, 1901
  - Anthia cephalotes Guerin-Meneville, 1845
  - Anthia costata Gory, 1836
  - Anthia csikii Obst, 1906
  - Anthia decemguttata (Linnaeus, 1764)
  - Anthia discedens Sternberg, 1907
  - Anthia duodecimguttata Bonelli, 1813
  - Anthia fornasinii Bertoloni, 1845
  - Anthia galla J.Thomson, 1859
  - Anthia hedenborgi Boheman, 1848
  - Anthia hexasticta Gerstaeker, 1866
  - Anthia limbata Dejean, 1831
  - Anthia machadoi (Basilewsky, 1955)
  - Anthia massilicata Guerin-Meneville, 1845
  - Anthia mima Peringuey, 1896
  - Anthia namaqua Peringuey, 1896
  - Anthia nimrod (Fabricius, 1793)
  - Anthia omoplata Lequien, 1832
  - Anthia ovampoa Peringuey, 1896
  - Anthia praesignis Bates, 1888
  - Anthia principalis Sternberg, 1907
  - Anthia revoili Lucas, 1881
  - Anthia sexmaculata (Fabricius, 1787)
  - Anthia sulcata (Fabricius, 1793)
  - Anthia venator (Fabricius, 1792)